# Chicxulub Pueblo
Chicxulub Pueblo é um município do estado do Iucatã, no México. Conta com uma extensão territorial de 197 km². A população do município calculada no censo 2005 era de 3.848 habitantes.